# СФК Слуцк
„Слуцк“ е футболен клуб от град Слуцк, Беларус.

## История
Екипът е основан през 1998 г. като „Слуцксахар“. Между 1998 и 2007 г. играят в областния шампионат в Минск. През 2008 г. се присъединява към беларуската Втора лига. През 2010 г. завършва на второ място и получава промоция в Първа лига през 2011 г. В началото на 2011 г. отборът променя името си на „Слуцк“.

## Имена на клуба
- „Слуцк“ (1998 – 2003)
- „Слуцксахар“ (2004 – 2010)
- „Слуцк“ (от 2011)